# 외행성에서 본 목성 일면통과
외행성에서 본 목성의 태양면 통과 현상은 목성이 태양과 토성, 천왕성, 해왕성 사이를 정확하게 가로지를 때 일어난다. 그러나 외행성의 관측자가 볼 때 목성이 태양면을 지나가는 매우 작은 점처럼 보일 것이다.
누구도 외행성 또는 외행성 근처의 위성에서 목성이 태양 앞을 지나가는 광경을 목격하지 못했고, 이 광경을 목격할 지구인은 당분간 나오지 않을 것이다.
외행성은 인간이 발을 딛을 수 없는 기체로 이루어진 천체이기 때문에, 실질적으로 인류가 이 현상을 관측하려면 외행성 주위를 도는 위성의 표면에 내려야 할 것이다. 여기서 외행성과 위성의 위치는 다르기 때문에, 관측 시간은 미묘하게 차이가 날 것이다.

## 토성
- 목성과 토성의 회합 주기는 19.85887년 (7253.45일)이다.
- 목성과 토성 사이의 각은 1.25°이다.

| 토성에서 본 목성 일면통과      | 토성에서 본 목성 일면통과 |
| ------------------------------ | ------------------------- |
| 기원전 86년 9월 16일           |                           |
| 1226년 5월 17일 (스쳐 지나감)  |                           |
| 3728년 10월 29일 (스쳐 지나감) |                           |
| 6171년 10월 15일 (스쳐 지나감) |                           |
| 6687년 4월 13일 (스쳐 지나감)  |                           |
| 7541년 5월 17일                |                           |

## 천왕성
- 목성과 천왕성의 회합 주기는 13.81195년 (5044.81일)이다.
- 목성과 천왕성 사이의 각은 0.70°이다.

| 천왕성에서 본 목성 일면통과  | 천왕성에서 본 목성 일면통과 |
| ---------------------------- | --------------------------- |
| 기원전 146년 9월 19일        |                             |
| 기원전 21년 9월 6일          |                             |
| 781년 2월 2일                |                             |
| 906년 1월 11일               |                             |
| 988년 11월 30일              |                             |
| 1706년 7월 6일 (스쳐 지나감) |                             |
| 1789년 5월 11일              |                             |
| 1914년 5월 3일               |                             |
| 2714년 10월 24일             |                             |
| 2922년 9월 11일              |                             |

## 해왕성
- 목성과 해왕성의 회합 주기는 12.78219년 (4668.69일)이다.
- 목성과 해왕성 사이의 각은 0.94°이다.

| 해왕성에서 본 목성 일면통과   | 해왕성에서 본 목성 일면통과 |
| ----------------------------- | --------------------------- |
| 871년 12월 12일               |                             |
| 1038년 2월 13일 (스쳐 지나감) |                             |
| 1447년 2월 20일               |                             |
| 1613년 4월 30일 (스쳐 지나감) |                             |
| 2188년 8월 8일                |                             |
| 2354년 10월 6일               |                             |

## 같이 보기
- 통과 (천문학)